# Pueblo de Barro
Pueblo de Barro es una localidad uruguaya del departamento de Tacuarembó.

## Ubicación
La localidad se encuentra situada en la zona este del departamento de Tacuarembó, sobre la cuchilla del Yaguarí, entre el río Tacuarembó y el arroyo Yaguarí, y junto a la ruta 26, en su km 301. Dista 12 km de la localidad de Ansina.

## Población
Según el censo del año 2011, la localidad contaba con una población de 98 habitantes.
| --            | 107 | 98 |
| (Fuente: INE) |     |    |